# El octavo infierno
El octavo infierno, cárcel de mujeres també coneguda com a Sacrificio de una madre és una pel·lícula argentina dirigida per René Mugica sobre el seu propi guió escrit en col·laboració amb Ariel Cortazzo que es va estrenar el 20 d'agost de 1964 i que va tenir com a protagonistes Rosita Quintana, Leonardo Favio, Lautaro Murúa, Bárbara Mujica i María Vaner. Està basada en un assalt ocorregut a l'Aeroport d'Ezeiza en el qual van morir diverses persones.

## Sinopsi
Una dona tracta de provar la innocència del seu fill, un xofer de taxi acusat d'assassinat.

## Repartiment
- Rosita Quintana	... 	Pilar
- Leonardo Favio	... 	Pablo
- Lautaro Murúa	... 	Bermúdez
- Bárbara Mujica	... 	Zulema Puentes
- María Vaner	... 	Manos Brujas
- Lydia Lamaison	Madre de Zulema Puentes
- Leonor Rinaldi	... 	Ofelia
- Orestes Caviglia	... 	Juez
- Maurice Jouvet	... 	Pardo
- Alba Mujica	... 	La Jefa
- Pedro Aleandro… 	Abogado Rodríguez
- María Esther Duckse	... 	La Gorda
- Nelly Panizza	... 	La Maestra
- Nora Palmer	... 	La Provinciana
- Osvaldo Terranova	... Padre de Zulema Puentes
- Gloria Leyland	... 	Nelly
- Silvia Nolasco	... 	Margot
- Graciela Dufau	... 	La marquesa
- Julián Pérez Ávila	... 	Secretario del Juez
- Cristina Gaymar	... 	La Carnicera
- Josefa Goldar	... 	La Celadora
- Yordana Fain	... 	La Tana
- Carlos Carella	 …Andrade
- Gerardo Chiarella	... 	Inspector de feria
- Juan Pedro Venturino	... 	Peluquero
- Roberto Oliva	... 	Don Antonio
- Ocides Rodas	... 	M'hijita
- Mario Savino

## Comentaris
La crònica de Clarín deia que hi havia "qualitat en un film de gran interès...gens comú en el nostre mitjà...Aquí existeix una encomiable preocupació: no exagerar" mentre que a La Prensa s'opinava que "el director ...no demostra major imaginació per a una altra cosa que no siguin els cops". Manrupe i Portela apunten que la pel·lícula "ofereix alguns punts d'interès per a una revisió, com la seva postura crítica frentea la burocràcia de la justícia i el seu bon tractament d'ús moments d'acció".

Fernando Peña va escriure que: 
| « | "la pèrdua d'aquest film resulta especialment lamentable perquè va ser un dels títols millor rebuts de Mugica. Va haver-hi elogis fins i tot en les pàgines de Tiempo de cine, on el crític Antonio A. Salgado havia lapidat cadascun dels films anteriors del realitzador; "La part inicial és la més reeixida. Allí reapareix una constantede René Mugica: la narració enèrgica de fets en els quals existeixen sentiments exaltats i encara lluites físiques". | » |

Va participar en la selecció oficial del Festival Internacional de Cinema de Sant Sebastià 1964.